# 斯托尼布魯克鎮區 (明尼蘇達州格蘭特縣)
斯托尼布魯克鎮區（英語：Stony Brook Township）是位於美國明尼蘇達州格蘭特縣的一個行政鎮區。

## 地方資料
斯托尼布魯克鎮區的面積為89.73平方千米，當中陸地面積為85.20平方千米，而水域面積為4.73平方千米。根據2020年美國人口普查的數據，當地共有人口132人，而人口密度為每平方千米1.47人。